# Laccophilus fasciatus
Laccophilus fasciatus är en skalbaggsart som beskrevs av Aubé 1838. Laccophilus fasciatus ingår i släktet Laccophilus och familjen dykare.

## Underarter
Arten delas in i följande underarter:
- L. f. fasciatus
- L. f. rufus
- L. f. terminalis

## Bildgalleri

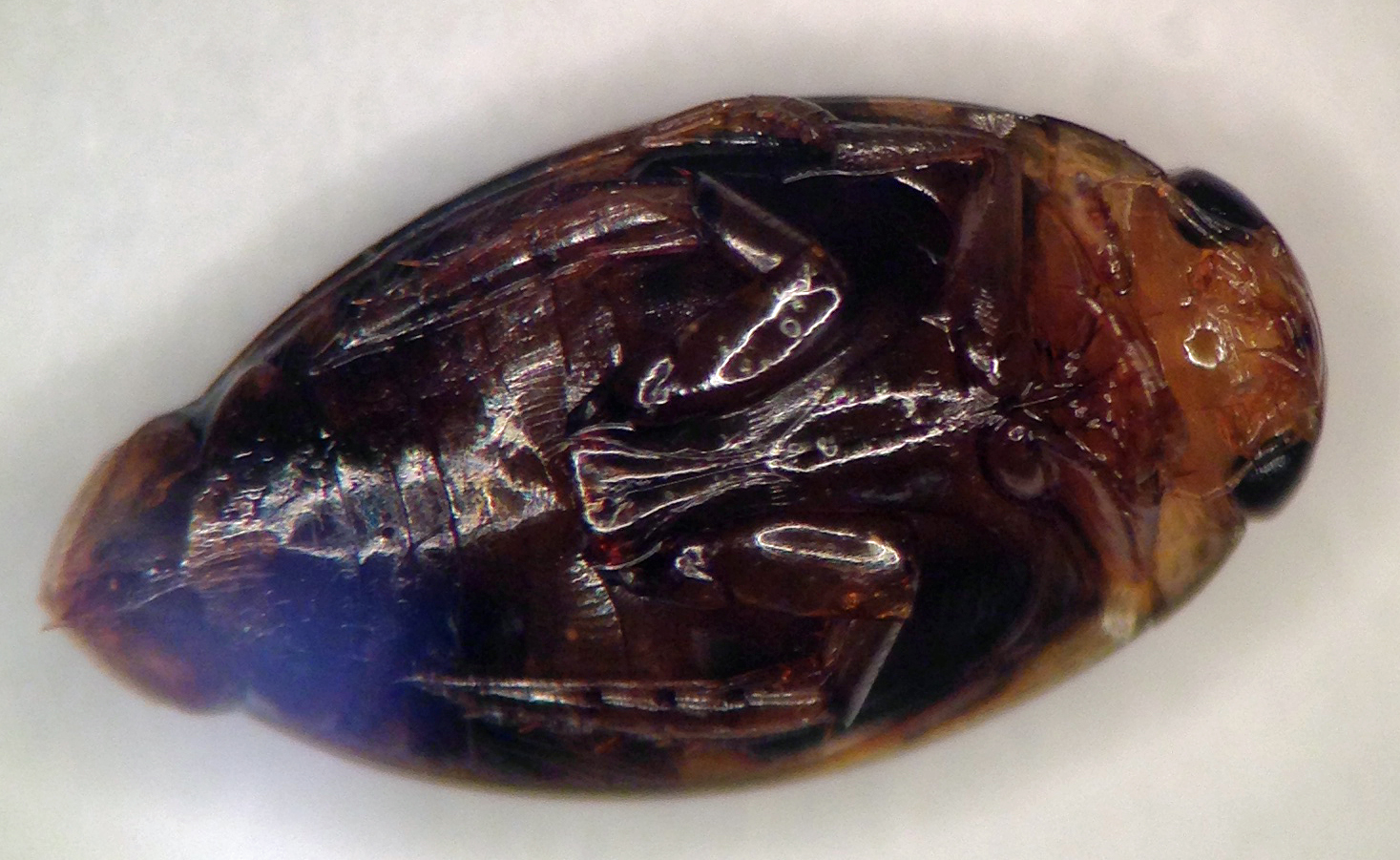